# C.J. Hobgood
Clifton James "C.J." Hobgood (Melbourne, 6 de julho de 1979) é um surfista profissional estadunidense competidor da primeira divisão do circuito mundial de surfe da ASP (Association of Surfing Professionals). C.J. tem um irmão gêmeo, Damien Hobgood que disputa o mesmo circuito.
C.J. entrou no circuito principal da ASP em 1999, e foi premiado como novato do ano. Em 2001 se tornou campeão mundial na divisão principal do esporte.
Atualmente vive na Flórida e é praticante de tênis e golfe e fã do futebol brasileiro.
Clifton tem participação constante nos principais documentários de surfe como Campaign, Campaign 2 e Stranger than fiction do diretor californiano Taylor Steele. Recentemente narrou Wake Up 2 do diretor brasileiro e seu amigo Tiago Garcia.
C.J. e seu irmão Damien gerenciam uma loja de artigos para surfe e skate em Indialantic, Flórida e tem como hobby navegar na internet atualizando seu blog  e twitter .